# Elektrownia wirtualna

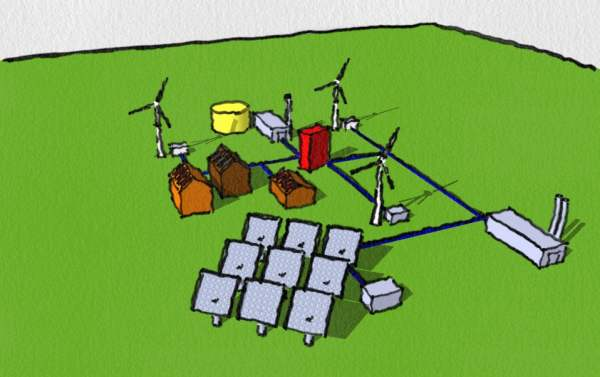
Ilustracja koncepcji wirtualnej elektrowni

Elektrownia wirtualna (ang. virtual power plant) - układ wzajemnie powiązanych jednostek wytwórczych generacji rozproszonej energii odnawialnej, sieci teleinformatycznych, systemu zarządzania oraz mechanizmów rynkowych. Elektrownia wirtualna stanowi z punktu widzenia reszty SEE, zamkniętą, sterowalną całość (jednostkę), która zaspokaja lokalne potrzeby lub współpracuje z siecią elektroenergetyczną.
Ważnym elementem wirtualnej elektrowni stają się pojazdy elektryczne, pobierające energię elektryczną z sieci (gdy jest jej nadmiar i jest tania) oraz oddające ją do sieci przy rosnącym zapotrzebowaniu i cenie. W ten sposób można np. magazynować energię elektryczną z niestabilnych źródeł OZE, jak wiatr czy słońce. Dostawca prądu w Wielkiej Brytanii OVO Energy testuje taką współpracę z właścicielami samochodów elektrycznych, umożliwiając w zamian za udostępnianie akumulatorów, bezpłatne korzystanie z energii elektrycznej do przemieszczania się. Operator systemu zarabia m.in. na różnicach cen prądu w sieci.